# Jiří Baum

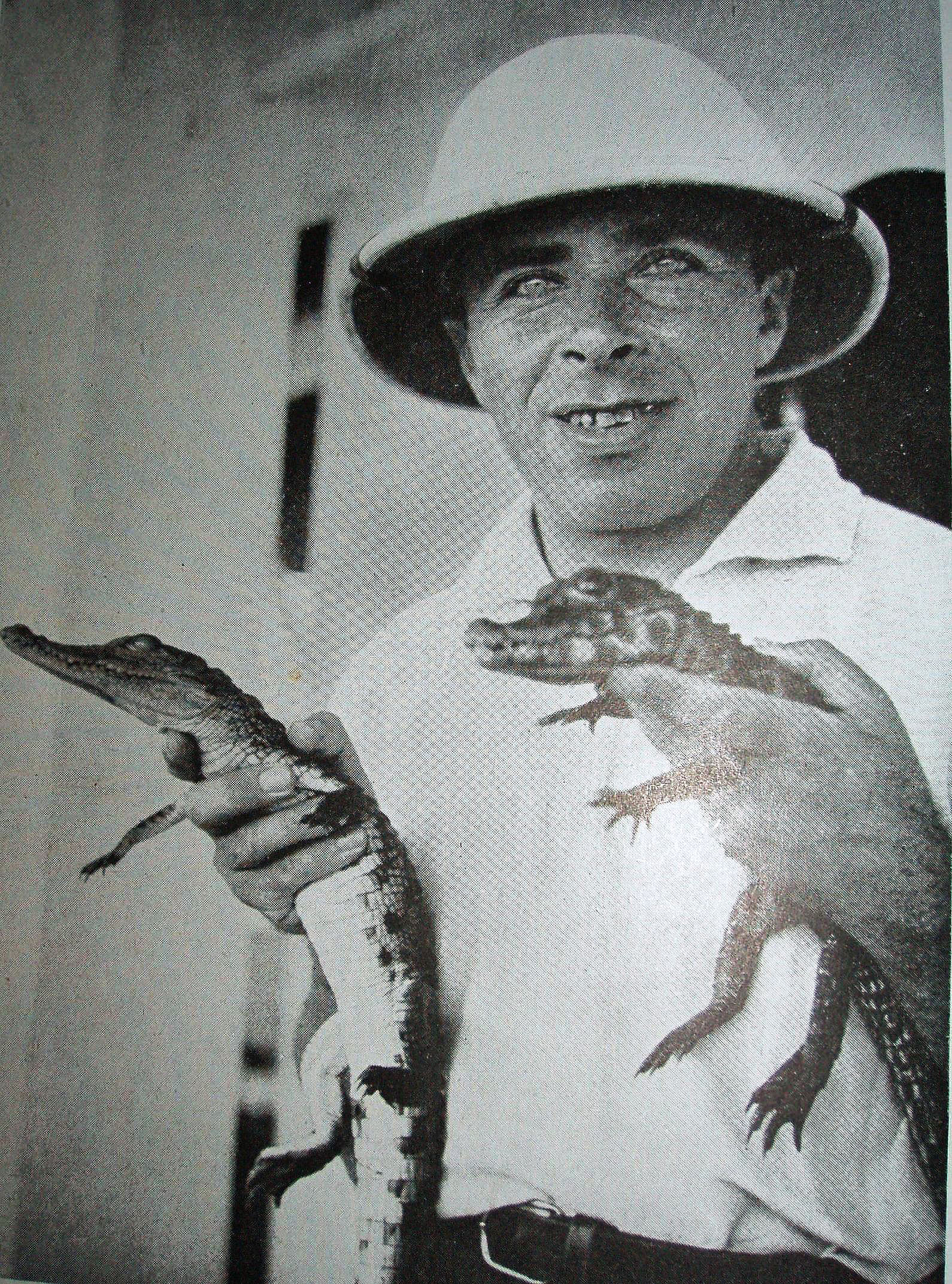
Jiří Baum

Jiří Baum (* 20. September 1900 in Prag; † 1944 in Warschau) war ein tschechischer Zoologe, Weltenbummler und Schriftsteller. Während des Zweiten Weltkriegs engagierte er sich im tschechischen Widerstand gegen die Nationalsozialisten.

## Leben
Jiří Baum wurde in Prag geboren. Er wuchs in einer Zeit auf, in der die Technik und soziale sowie ökonomische Bewegungen des Beginns des 20. Jahrhunderts die Welt veränderten wie nie zuvor. Diese Zeit ermöglichte nun auch Reisen mit neuen Fortbewegungsmitteln, die es ermöglichten, auch bisher unentdeckte Gegenden zu erkunden.
Baum war schon von Kindheit auf an der Natur und an Reisen interessiert. Auf Wunsch der Eltern studierte er auch an der Wirtschaftsakademie. Das Einzige, was er davon später behielt, waren die Kenntnisse in Stenografie und im Maschinenschreiben. Er setzte sein Studium auf der naturwissenschaftlichen Fakultät der Karlsuniversität fort und schloss 1928 mit dem Titel eines Doktors das Studium ab.
In der Zwischenzeit begann er bereits mit seinen Reisen. Nach ersten Erkundungen Deutschlands führte ihn seine erste lange Reise mit seinem Freund Viktor Mayer 1921 in die USA. Die Erkundungen in der Neuen Welt nahmen sie zuerst mit einem Fahrrad vor, bald zeigte sich aber, dass die Reise zu Fuß und als Anhalter sie schneller vorwärts brachte. Zum Schluss verdienten sie sich sogar Geld für einen alten Ford. Die Ausbeute der Reise war eine Sammlung von Fotografien.
Viktor Mayer fuhr weiter nach Südamerika und Baum kehrte heim. Ein Jahr später besuchte er mit seiner Schwester Freund Viktor in Brasilien. Sie bereisten das Land und versuchten sich als Farmer. Dieser Versuch scheiterte, vielleicht auch deswegen, weil zu diesem Zeitpunkt in dieser Region eine Revolte ausbrach. Baum und seine Schwester kehrten nach Prag zurück, und er setzte sein Studium fort. Er spezialisierte sich dabei auf Arachnologie.
Noch während des Studiums besuchte er mit dem Botaniker Albert Pilát Westafrika. Er unternahm einige Reisen in das Landesinnere, in der er zahlreiche Sammlungen anlegte. Dabei steckte er sich mit Malaria an.
Er lernte Malaysisch und übersetzte später auch aus dieser Sprache. 1928 besuchte er Malaysia und umliegende Länder. Er nahm auch an einem Ornithologenkongress auf Java teil.
In der nachfolgenden Zeit konzentrierte er sich auf Afrika. 1930 bereiste er gemeinsam mit den Zoologen des nationalen Museums Josef Mařan, Jan Obenberger, Karel Táborský und Václav Jan Staněk Tunesien und Algerien. Zu dieser Zeit begann auch die freie Zusammenarbeit mit dem Museum. Er sammelte – auch auf Wunsch der Wissenschaftler – Material auf seinen Reisen und überließ sie dem Institut.
Ein Jahr später besuchte er wieder Afrika, eine seiner anspruchsvollsten Reisen. Gemeinsam mit dem Inhaber des LKW-Herstellers TATRA und Bildhauer František Vladimír Foit bereiste er Afrika vom Norden bis Süden. Die Reise begann in Alexandrien über Kairo, weiter entlang des Nils und Ägypten nach Sudan, Chartun, Stanleyville im Belgisch-Kongo, zum Albertsee in Uganda, weiter nach Nairobi in Kenia. Hier versuchten sie den Kilimandscharo zu besteigen und kamen dabei bis auf 5.500 Meter. Über Tansania und Rhodesien ging es zu den Viktoriafällen, und schließlich landeten sie in Kapstadt in der damaligen Südafrikanischen Union.
Ab 1933 reiste Baum mit seiner Ehefrau Růžena, die er im spanischen Klub kennenlernte. Ihre erste Reise führte dann auch nach Spanien, die sie, wie alle weiteren Reisen auch, mit einem robusten Tatra-LKW unternahmen. Inzwischen plante Baum schon seine Weltreise.
Sie begann in Australien und führte ihn von Perth im Westen nach Adelaide, Melbourne, Sydney und Brisbane. Von Australien ging es über die Philippinen nach Japan und dann in die USA. Auf der gesamten Reise machte er auch Tschechien bekannt. Er führte stets zwei große Kisten mit Diapositiven mit sich, die er bei seinen Vorträgen über Tschechien verwendete.
Seine letzte Reise 1938 führte ihn nach Ostafrika, wo er vor allem Nationalparks besuchte. Weiter ging es wieder nach Süd- und Südwestafrika. Auf dieser Reise erhielt er die Nachricht von der Besetzung seiner Heimat durch die Deutschen. Er hatte die Möglichkeit, im Ausland zu bleiben, entschied sich jedoch, für die Freiheit seines Landes zu kämpfen. So kehrte er nach Tschechien zurück und schloss sich den dortigen Widerständlern an.
Sie verbreiteten Flugblätter, gewährten Unterschlupf, fotografierten und dokumentierten. Nach dem Zerfall der Gruppe wurde Baum nicht verraten, jedoch 1943 verhaftet und wegen seiner jüdischen Herkunft zunächst in das Konzentrationslager Theresienstadt, danach in das  Konzentrationslager Auschwitz und schließlich in das Warschauer Ghetto deportiert, wo er etwa ein Jahr später ums Leben kam.
Seine Sammlungen blieben jedoch im Nationalmuseum und auf der Universität erhalten. Seine Bücher (Reisebeschreibungen, Science-Fiction-Bücher für die Jugendlichen, zoologische Abhandlungen und Erzählungen) erschienen in einigen Auflagen in den dreißiger Jahren und nach dem Krieg. Sein fotografisches Werk wird im Nationalmuseum ausgestellt.